# Eublemma latericolor
Eublemma latericolor är en fjärilsart som beskrevs av Turner 1945. Eublemma latericolor ingår i släktet Eublemma och familjen nattflyn. Inga underarter finns listade i Catalogue of Life.